# Asuman Aksoy
Asuman Güven Aksoy (* 20. Jahrhundert in Karaman, Türkei) ist eine türkisch-amerikanische Mathematikerin und Hochschullehrerin. Sie ist Crown Professor of Mathematics und Roberts Fellow am Claremont McKenna College (Claremont, Kalifornien), wo sie seit 1987 unterrichtet.

## Leben und Werk
Aksoy ist die Tochter von Ziya Guven und Ummuhan Guven. Von 1972 bis 1976 studierte sie an der Universität Ankara und erhielt den Abschluss Bachelor of Science in Mathematik und Physik. Nach dem Universitätsabschluss heiratete sie den Wirtschaftswissenschaftler Ercümen Aksoy, mit dem sie zwei Söhne bekam. Sie studierte dann bis 1978 an der Technischen Universität des Nahen Ostens und schloss das Studium mit einem Master of Science in Mathematik ab. Mit einem Stipendium von TÜBİTAK promovierte sie 1984 in Mathematik an der University of Michigan bei Melapalayam Srinivasan Ramanujan mit der Dissertation Approximation Schemes, Related s-Numbers, and Applications.
Anschließend war sie bis 1987 Assistenzprofessorin am Department of Mathematics an der Oakland-Universität in Rochester (Michigan). Von 1990 bis 1996 forschte sie als Associate Professor am Department of Mathematics am Claremont McKenna College und wurde dann dort Professorin am Department of Mathematics. 2009 erhielt sie die Titel Crown Professor und Roberts Fellow.
Sie forschte als Gastprofessorin an verschiedenen mathematischen Instituten, so 1994 an der University of California-Riverside, 2000 an der Boğaziçi Üniversitesi in Istanbul, 2001 an der Jagiellonen-Universität in Krakau, 2002 am Internationalen Banach-Zentrum für Mathematik in Warschau, 2005 an der University of Leeds.
Aksoy beschäftigt sich in ihrer Forschung mit Banach-Räumen, Operatorenrechnung, Fixpunkttheorie, Interpolation, dem Birnbaum-Orlicz-Raum und metrischer Geometrie.

## Anerkennungen (Auswahl)
- 1994: NATO-TOKTEN Grant
- 2000: Roy P. Crocker Award for Merit, Claremont McKenna College.
- 2006: Award for Distinguished College or University Teaching of Mathematics, Mathematical Association of America[2]
- 2009: Crown Professorship and Roberts Fellow

## Mitgliedschaften
- American Mathematical Society (AMS)
- Association of Women in Mathematics (AWM)
- Mathematical Association of America (MAA)
- Phi Beta Kappa

## Veröffentlichungen (Auswahl)
- mit M. A. Khamsi: Nonstandard Methods in Fixed Point Theory. Springer-Verlag, Universitext Series, 1990, ISBN 978-0-387-97364-7.
- A. G. Aksoy and M. A. Khamsi: A Problem Book in Real Analysis. Springer-Verlag, Problem Books in Mathematics, 2009, ISBN 978-1-4419-1295-4.
- mit R. Ashrov, Shavkat Ayupov, Bernard Russo: Topics in Functional Analysis and Algebra. AMS Contemporary Mathematics (Proceedings of the USA-Uzbekistan Conference on Analysis and Mathematical Physics, 672), 2016, ISBN 978-1-4704-1928-8.